# Spider-Man Unlimited (fumetto)
Spider-Man Unlimited è il nome di tre serie a fumetti incentrata sul personaggio immaginario dell'Uomo Ragno, pubblicata negli Stati Uniti dalla Marvel Comics dal 1993 al 2006.

## Storia editoriale
La prima serie è esordita nel 1993 e nel primo numero iniziò il crossover Maximum Carnage incentrato sul personaggio di Carnage, scritto da Tom DeFalco il quale rimarrà uno degli autori principali della testata insieme ai disegnatori Mike Deodato Jr., Joe Bennett e Ron Lim anche se si alterneranno innumerevoli altri autori e disegnatori. La seconda fu una miniserie del 2002 di cinque numeri realizzata da Eric Stephenson e dal disegnatore Andy Kuhn. La terza venne edita per 15 numeri dal 2004 al 2006 e presentava brevi storie del personaggio realizzata da diversi autori.